# George Smith (Musiker)

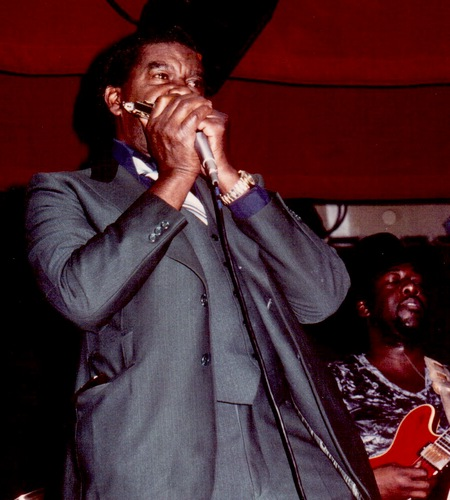
George „Harmonica“ Smith, 1980

Allen George „Harmonica“ Smith (* 22. April 1924 in West Helena, Arkansas; † 2. Oktober 1983 in Los Angeles, Kalifornien) war ein US-amerikanischer Bluesharmonikaspieler.

## Leben
Er wuchs in Cairo, Illinois, auf. Seine ersten Unterrichtsstunden auf der Mundharmonika erhielt er von seiner Mutter, einer Gitarristin. 1941 übersiedelte er nach Rock Island, wo er in einer Band spielte. Es gibt Hinweise, dass er einer der ersten Mundharmonikaspieler war, der sein Instrument elektrisch verstärkte. 1951 begann er mit seiner professionellen Musikkarriere. 1954 spielte er in Muddy Waters’ Band als Nachfolger von Henry Strong und Vorgänger von James Cotton. 1966 spielte er wieder in Waters Band.
Nach seiner Entscheidung, Chicago zu verlassen, verbrachte er die meiste Zeit seines Erwachsenenlebens an der Westküste der Vereinigten Staaten. Dort wurde er Mitglied der Bluesband „Bacon Fat“, wo er den Harmonikaspieler Rod Piazza und den Gitarristen Doug Macleod förderte. Zu seinen Schützlingen, die später Karriere machten gehörte auch William Clarke. Im Anschluss daran trat er in Big Mama Thorntons Band ein. Mit ihr spielte er 1975 das Album Jail ein, gemeinsam mit einem anderen seiner Mundharmonikaschüler, William Clarke.
Auf den wenigen Soloalben, die er einspielte, ist seine Bewunderung für den Stil Little Walters spürbar.

## Diskografie
- Blowin’ the Blues (1960) Pea Vine
- Tribute to Little Walter (1968) Liberty
- No Time for Jive (1970) Blue Horizon
- Of the Blues (1973) CrossCut Records
- Little George Smith (1991) Ace Records
- Complete Blue Horizon Sessions (2006)
- Now You Can Talk About Me (1998)
- Harmonica Ace: The Modern Masters (1993)